# Девушка

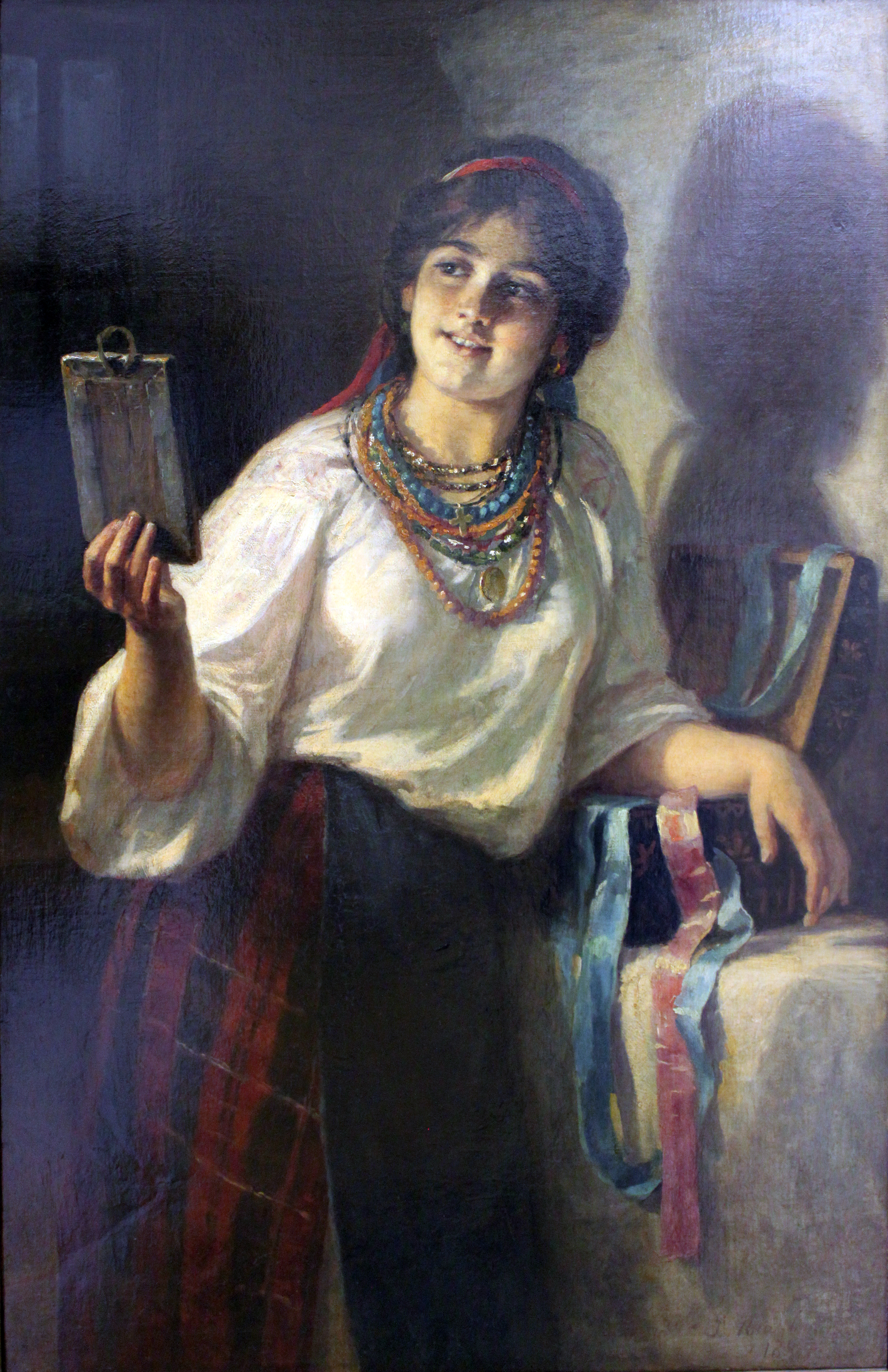
Оксана, Харитон Платонов, 1888

Де́вушка — лицо женского пола в возрасте, переходном от отрочества к юности; такое лицо со времени наступления совершеннолетия, критерием которого выступает половая зрелость, до вступления в брак; молодая служанка, горничная в барском, помещичьем доме (устаревшее); разговорное обращение к молодой женщине, ласково-фамильярное обращение к женщине.

## Славянские традиции
Возраст с 13—15 лет (начала менструаций) назывался девоченье (олонец.). Девушка-подросток воспринималась как «недодевушка», её называли рус. недоросленка (архангел.), середены, подевье (вологод., владимир.), серб. девоjчица, девоjчурак, девоjче, мањица (Герцеговина), шипарица (Гружа, Болевац), швигарица (Фрушка Гора), цура, кева (Босния), болг. момиче, подсека, под корито, коритана. О девушке, созревшей для замужества, говорили, что она рус. в самой поре, поро́вая, набольшины, на замужьи, невестится, девочит, де́вчится, болг. мома, девокя, момее се, серб. задевоjчила се; что она девонька, девка, большая, поспелка, человековата (архангел. олонец.), славница (Вологодская губерния), мамица, момица (смолен.), макед. чупа, серб. удавача, мома за армасуваjне, девоjка на полицу, пол. диал. dziopa, з.-укр. дзюба. Термины невеста, деваха, девака, девица применялись в разных местах по-разному, но чаще — к старшей группе (15—20 лет). Засидевшаяся в невестах считалась «переспевшей» и называлась дивчина (ярослав.), дев(к)а (с.-рус., сиб.), вековуша, вековуха (с. и ср.-в.-рус.), залетная (Архангельская губерния), перегодница (олонец.), посиделка, засидок, косник (архангел.), пожитая (Поморье), домовня (новгород.), дохожалея (ю.-рус.), надолба, застарелая, перестарок, подстарок (рязан.), укр. стара діва, літня дівка, говорили, что она сидит маком, в пук пошла (брянск.). Растительные термины относятся также и к девичьим группам: рус. сад, роща, вьюн. Растительные метафоры девичества характерны также для песенного и игрового фольклора славян.
С подросткового возраста девушку начинали звать по имени, сначала с уменьшительным суффиксом -к: Машка, затем аугментативным Машуха, затем только полным именем Марья.
Соответствующие физиологические признаки давали повод к различным прогнозам. Раннее развитие грудей заставляло опасаться, что девушка не сохранит целомудрие до брака, напротив, ранняя зрелость указывает на то, что «девство» будет продолжительно; раннее половое развитие предвещало неудачу в браке: девушка не будет любить будущего мужа, дети у неё будут рано умирать, ранняя менструация означает большое количество детей, поздняя грозит бездетностью (витебск., поляки Галиции). В соответствии со специфическими представлениями о женской физиологии украинцы считали, что у невинной девушки месячные прекращаются во время жатвы и в сильные морозы.